# 메죄쾨베슈드구

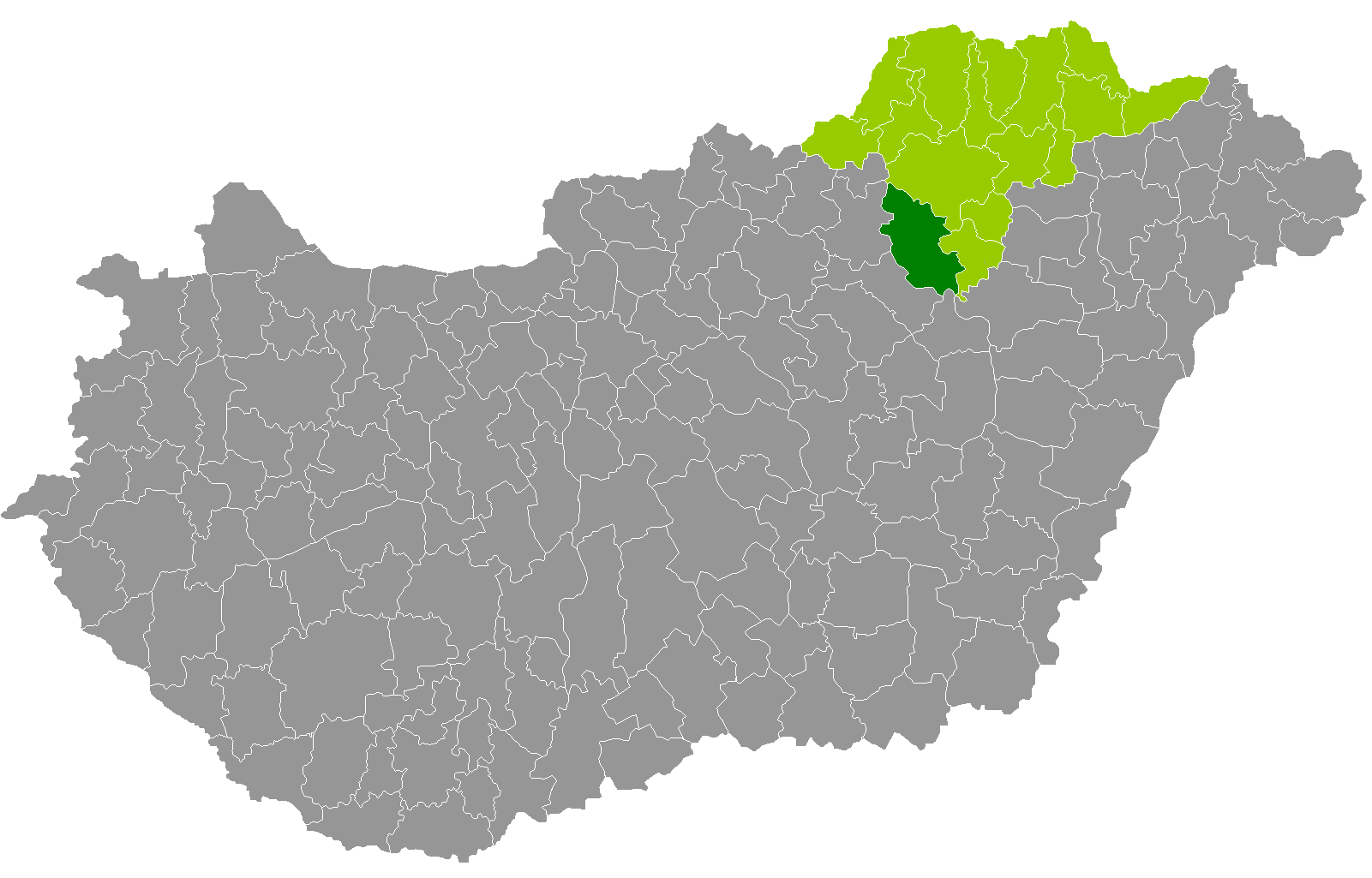
보르쇼드어버우이젬플렌주 지도에 표시된 메죄쾨베슈드구의 위치

메죄쾨베슈드구(헝가리어: Mezőkövesdi járás)는 헝가리 보르쇼드어버우이젬플렌주에 위치한 구로 구청 소재지는 메죄쾨베슈드이며 면적은 723.87km2, 인구는 42,434명(2011년 기준), 인구 밀도는 59명/km2이다.
북동쪽으로는 미슈콜츠구, 동쪽으로는 메죄차트구, 남쪽으로는 야스너지쿤솔노크주 티서퓌레드구, 서쪽으로는 헤베시주 퓌제셔보니구, 에게르구와 접한다. 23개 지방 자치체(2개 시, 21개 마을)를 관할한다.

구 문장